# Mock Spanish

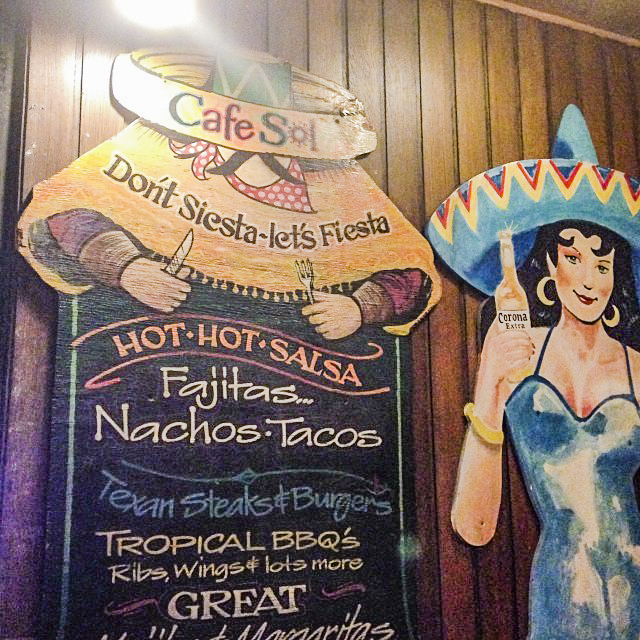
Don't siesta, let's fiesta

En contextos anglosajones, el mock Spanish ('pseudoespañol') se refiere a las frases inspiradas en el idioma español que se expresan en el habla inglesa como una consecuencia natural del multiculturalismo. A menudo, las frases en mock Spanish se usan de una manera humorística que podría connotar puntos de vista desfavorables y estereotipados de los hispanohablantes. Esta denominación fue acuñada por la antropóloga lingüística Jane H. Hill de la Universidad de Arizona en relación con la famosa frase Hasta la vista, baby de la película Terminator 2: El juicio final. Hill sostiene que la incorporación de términos pseudoespañoles como hasty banana (en vez de «hasta mañana»), buenos nachos («buenas noches»), el cheapo, no problemo, hasta la bye-bye, etc. tiene usos humorísticos, para algunas personas, constituyen una forma de racismo encubierto o como una manifestación de racismo lingüístico.